# Avventurieri ai confini del mondo
Avventurieri ai confini del mondo (High Road to China) è un film del 1983 diretto da Brian G. Hutton e interpretato da Tom Selleck, qui nel suo primo ruolo da protagonista. La colonna sonora è stata composta da John Barry.
È stato il 27 ° film di maggior incasso del 1983, con un incasso di 28445927 $ negli USA.

## Trama
Anni '20 del XX secolo. Evie Tozer, una ereditiera inglese che pensa solo a divertirsi, mentre trascorre una vacanza ad Istanbul, viene avvertita dal suo procuratore legale che deve rintracciare entro pochi giorni il padre, un eccentrico inventore del quale da qualche anno si sono perse le tracce, e riportarlo a Londra. Il socio inglese del padre, infatti, ha presentato una richiesta di dichiarazione di morte presunta e una sentenza in tal senso comporterebbe il passaggio di tutti i beni allo stesso socio. La ragazza decide quindi di andare alla ricerca del padre, le cui ultime notizie lo davano in Afghanistan. Ingaggia pertanto Patrick O'Malley, un irlandese semi-alcolizzato, asso dell'aviazione durante la prima guerra mondiale e proprietario di due aerei a elica (di nome «Dorothy» e «Lillian») con cui si guadagna da vivere facendo l'istruttore di volo. Evie, provetta pilota, guida uno dei due aerei, mentre l'altro viene condotto da O'Malley, accompagnato dal meccanico Struts. Alla ricerca del padre di Evie, i tre attraverseranno l'India, l'Afghanistan ed il Nepal, vivendo varie avventure, e giungeranno infine in Cina dove riusciranno finalmente a trovare Bradley Tozer impegnato a difendere con le armi un piccolo villaggio dalle mire di un locale signore della guerra. O'Malley ed Evie lo aiutano a vincere la battaglia finale, ma Bradley Tozer rifiuta di tornare a Londra.

## Produzione
All'inizio del progetto il film è stato pensato per essere interpretato da Roger Moore e Jacqueline Bisset sotto la direzione di John Huston. Poi Huston e Bissett abbandonarono e Bo Derek avrebbe dovuto recitare insieme a Moore, ma l'attrice abbandonò perché voleva essere diretta solo da suo marito.
Le riprese si sono svolte in Jugoslavia con attori del posto e 4.000 comparse. La sede della compagnia cinematografica si trovava nella cittadina costiera adriatica di Abbazia, in Croazia, situata sulla costa nord-occidentale del golfo di Fiume, ai piedi del monte Ucka. Le scene ambientate in Afghanistan sono state girate a Siluni vicino a Fiume, mentre le scene ambientate in Turchia sono state girate a Volosca e la battaglia finale in Cina è stata girata a Bogliuno.
In origine, le repliche degli aerei Bristol F2B furono costruite da Vernon Ohmer nel Michigan. Questo tipo di velivolo era quello descritto nel romanzo, ma dopo la costruzione ci si rese conto che le repliche erano pericolose per volare in alta quota e furono sostituite da due biplani Stampe SV-4 forniti da Bianchi Aviation Film Servizi.

## Critica
Il film d'azione, nonostante riprese dall'alto molto suggestive e una trama ricca di colpi di scena, ha ricevuto critiche generalmente poco lusinghiere. Aerofiles, un sito web storico dell'aviazione, ha considerato il film come "Strettamente mediocre, con scene d'azione scadenti e il dialogo più piatto da questo lato della Grande Muraglia".
Christopher John ha recensito High Road to China in Ares Magazine # 14 e ha commentato che "Nella migliore delle ipotesi è carino e in qualche modo accattivante, ma non è quello che le persone che si aspettano un altro film come Indiana Jones hanno in mente..."
Ciononostante è considerato uno dei migliori film girati sulla scia del successo di Indiana Jones e i predatori dell'Arca perduta. Tuttavia il materiale originale ha preceduto la produzione di Indiana Jones di alcuni anni, infatti il romanzo da cui è tratto è stato scritto nel 1977 da Jon Cleary.
Si dice che sia stato dato il ruolo principale a Selleck come una sorta di "premio di consolazione" per aver dovuto rinunciare al ruolo di Indiana Jones andato a Harrison Ford a causa di problemi nei diritti con Magnum, P.I.